# Gli ultimi giorni di Pompei (film 1926)
Gli ultimi giorni di Pompei è un film del 1926 diretto da Carmine Gallone ed Amleto Palermi. È una trasposizione del romanzo storico Gli ultimi giorni di Pompei (1834) di Edward Bulwer-Lytton.